# Kiełczów
Kiełczów – wieś w Polsce położona w województwie dolnośląskim, w powiecie wrocławskim, w gminie Długołęka.

## Podział administracyjny
W latach 1945–1951 lub 1954 Kiełczów administracyjnie wchodził w skład gminy Zakrzów w powiecie oleśnickim. W latach 1954–1961 wieś należała i była siedzibą władz gromady Kiełczów, po jej zniesieniu w gromadzie Śliwice, następnie w gromadzie Brzezia Łąka. W latach 1975–1998 miejscowość administracyjnie należała do województwa wrocławskiego.

## Geografia
Kiełczów jest położony przy dawnej drodze Psie Pole – Bierutów, na północ od rzeki Widawy. Od strony południowej przy Widawie połóżony na wysokości 119,7 m n.p.m., a przy rozwidleniu dróg do Kiełczówka i Wilczyc – 119,5 m n.p.m., zaś przy drodze do Kamienia – 129,3 m n.p.m.

## Poprzednia nazwa
W 1335 roku w dokumentach pojawia się nazwa Villa Wigandi, w 1346 r. – Wygandisdorf, w 1376 r. Wygandi villa (nazwa patronimiczna od patrona-założyciela o imieniu Wygand). Równocześnie, oprócz nazwy oficjalnej, funkcjonowała nazwa Kielcow. Nie jest znana data jej powstania, pojawiła się nie później niż w XVIII w. W 1845 r. nazwę Kielcow podaje Knie. Przed II wojną światową wieś nosiła nazwę Gross Weigelsdorf.

## Historia
We wsi zlokalizowane są stanowiska archeologiczne, na których odkryto osadę kultury łużyckiej (II w. p.n.e.) i osadę kultury przeworskiej (II – IV w. p.n.e.). Kiełczów wzmiankowano w roku 1335 jako villa Wigandi w rejestrze nuncjusza Galharda; już jako siedzibę parafii. 
Pierwszym osadnikiem był Wygand, od którego miejscowość wzięła nazwę. Przed 1501 r. właścicielem wsi był Nickel von Langenau. W 1505 r. Hans Borschnitz zapisał czynsze z sądu wyższego Kiełczowa żonie Annie. Następnymi właścicielami obu części wsi byli: 1506 r. Hans von Hessen, w 1610 r. Adam von Gaffron, w 1630 r. Kasper Friedrich von Scherz, 1664 r. Heinrich Adolph von Hessen, Kasper Adam von Studniz, w 1678 r. Hans George von Berka, w 1720 r. von Frankenberg, a od 1777 r. Weihbischof von Strachwitz, zaś potem jego brat Anton Friedrich von Strachwitz. W 1845 r. właścicielem wsi był Anton Georg Friedrich baron von Strachwitz. 
W latach 1526–1530 książę ziębicko-oleśnicki Karol zastawiał część księstwa oleśnickiego, w tym Kiełczów, radzie miasta Wrocławia za 18 tys. złotych guldenów. Około roku 1530, czyli już na 8 lat przed oficjalnym wprowadzeniem Nowej Nauki w księstwie oleśnickim, miejscowi luteranie przejęli kościół parafialny. Ze względu na jego nie najlepszy stan, w roku 1597 zbudowali nowy.
Obecny, klasycystyczny, wybudowany został w latach 1790–1792 pod nazwą Trójcy Świętej na resztkach poprzedniej budowli. Twórca tego nowego (klasycystycznego) wiejskiego kościoła protestanckiego do dzisiaj nie został poznany. Remontowany w latach: 1859 (elewacje), 1892 i 1930-1931. Obecnie pełni rolę kościoła parafialnego parafii rzymskokatolickiej pod wezwaniem Matki Bożej Różańcowej. Po przejęciu przez katolików remontowany w roku 1969.
W pożarze, który wybuchł w 1654 r., spłonęły zakrystia, dom parafialny i szkoła, a także wszystkie kościelne dokumenty. Wizytacje kościoła z lat 1683 i 1791 stwierdziły, że mieszkańcy Kiełczowa mówili językiem polskim. W 1845 r. we wsi znajdowało się 92 domy, zamieszkane przez 664 mieszkańców. W połowie XIX w. do parafii w Kiełczowie należeli mieszkańcy Kiełczowa i Kiełczówka, Piecowic, Zgorzeliska, Krzykowa, Mirkowa, Pietrzykowic, Śliwic, Kamienia, Wilczyc, Lutoszyc i Brzeziej Łąki. Prawdopodobnie w połowie XVII w. (1655) powstała we wsi szkoła, której istnienie potwierdzono w latach 1785, 1837 i 1845.
14 lutego 1874 utworzono Amtsbezirk Groß Weigelsdorf – dystrykt-powiat Kiełczów obejmujący wsie Kiełczów, Kiełczówek, Mirków i prawdopodobnie Kamień oraz majątki ziemskie Kiełczów, Kiełczówek i Kamień. Administratorem nowo utworzonego powiatu został Gutspächter Steiner, a 3 grudnia 1880 – Waschke. W 1907 r. ludność wsi liczyła 707 osób, przy czym ludności polskojęzycznej nie stwierdzono.
W 1945 roku po zakończeniu II wojny światowej niemiecka ludność wyjechała lub została wysiedlona w całości, a na jej miejsce przybyli osadnicy polscy, pochodzący głównie z woj. kieleckiego. Podsumowanie akcji osadniczej z 31.10.1946 wskazuje na to, że było ich wtedy w Kiełczowie 433 (89 rodzin). Odnotowano również 6 repatriantów (2 rodziny) z dawnych województw wschodnich II Rzeczpospolitej. W 1972 r. ustanowiono w Kiełczowie parafię rzymskokatolicką im. Najświętszej Maryi Panny Różańcowej, której pierwszym proboszczem został ks. Jan Gdak. W latach 1950. we wsi przy ulicy Wilczyckiej uruchomiono szkołę podstawową. We wrześniu 1994 r. podjęto decyzję o rozbudowie szkoły, którą zrealizowano do 1997 r., zaś w 199 r. oddano szkolną halę sportową.
W herbie widnieje na tarczy krzak winny. Kataster Kiełczowa z I poł. XVIII w. zapatrzony jest w lakową pieczęć gminy z wizerunkiem idącego chłopa, podpierającego się kijem i z widłami w ręku.
Obecnie Kiełczów jest pierwszą co do wielkości wsią w gminie Długołęka, z liczbą 10572 mieszkańców (stan na 2021 rok). We wsi przeważa zabudowa jednorodzinna, jednakże ze względu na bardzo duże zainteresowanie – powstało oraz nadal powstaje wiele osiedli domków jednorodzinnych, także w zabudowie szeregowej.

## Zabytki
Do wojewódzkiego rejestru zabytków wpisany jest:
- kościół ewangelicki, obecnie rzymskokatolicki, parafialny, pw. Matki Boskiej Różańcowej, z lat 1790–1792

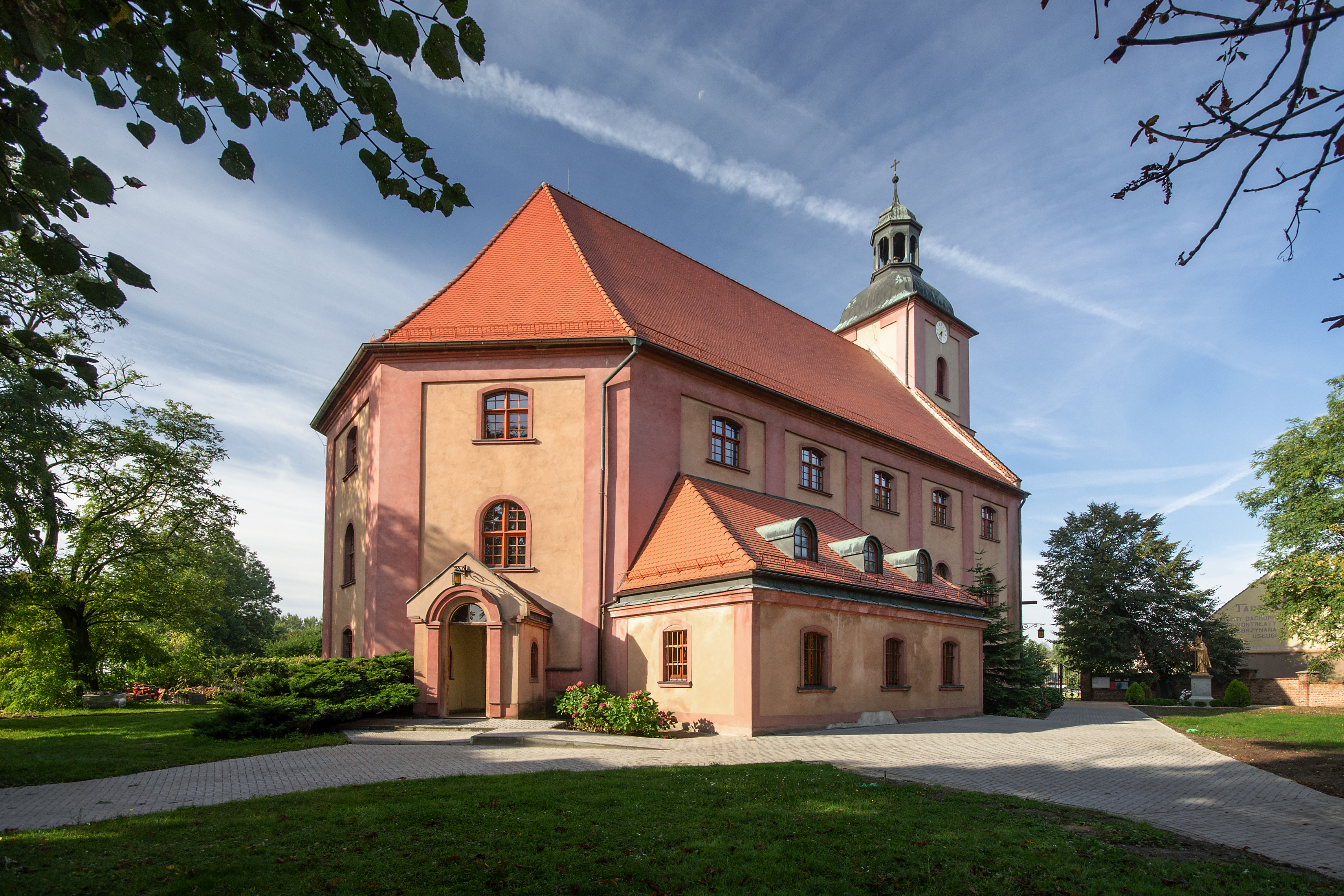
Kościół Matki Boskiej Różańcowej
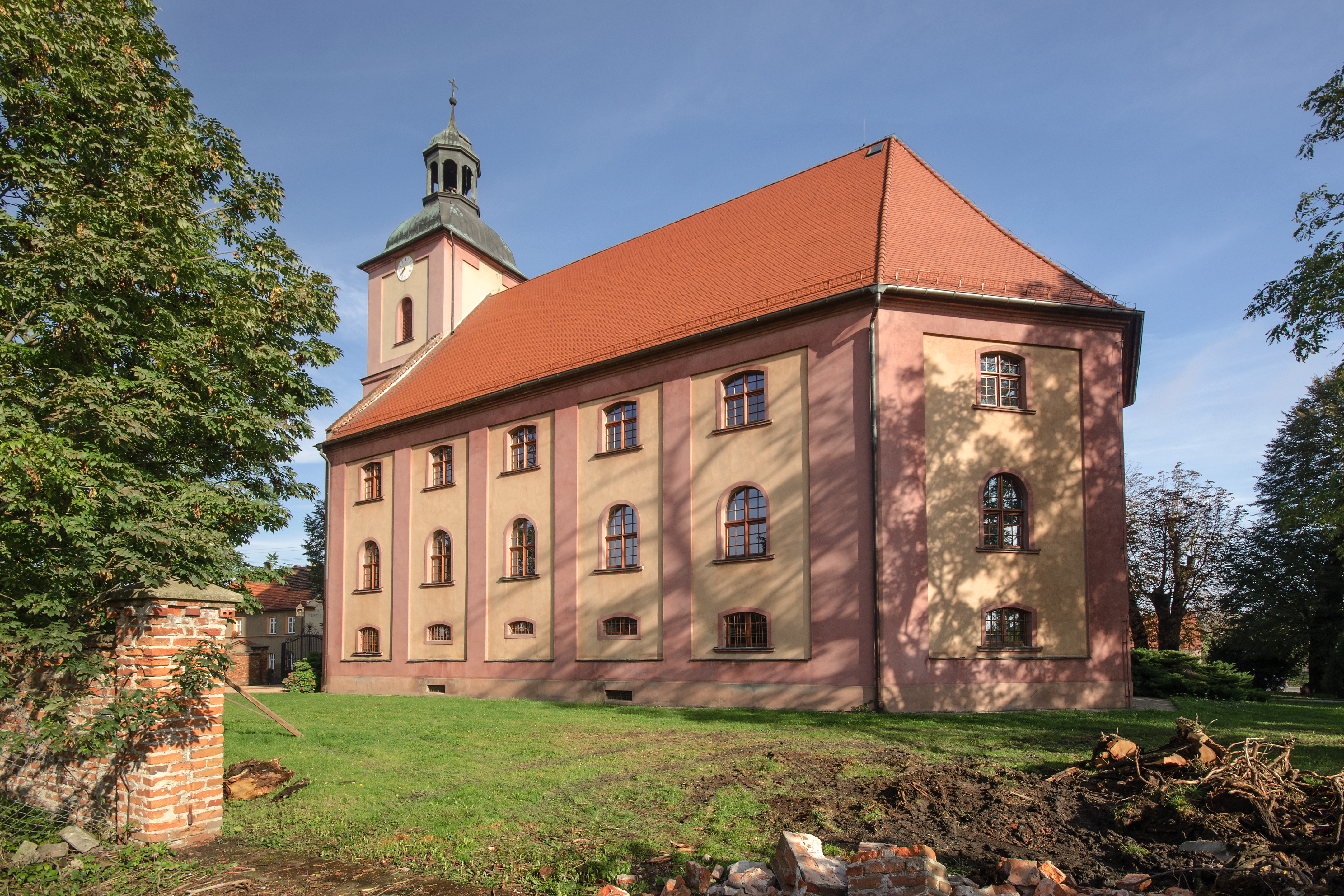
Kościół Matki Boskiej Różańcowej

## Osoby związane z Kiełczowem
- Jan Maurycy Strachwitz – biskup pomocniczy Wrocławia[15]
- Stanisław Gadek ps. „Czarny” - łącznik AK w oddziale mjra Jana Piwnika „Ponurego”[16]
- Lilla Jaroń – wiceministra edukacji[15]

## Edukacja i kultura
- W Kiełczowie funkcjonuje Szkoła Podstawowa im. Wandy Chotomskiej (imię nadano 3 czerwca 2009) usytuowana przy ul. Szkolnej 3, kształcąca dzieci w klasach I–VIII.
- Filia Gminnej Biblioteki Publicznej z Długołęki mieści się przy ul. Wilczyckiej 12[17].

## Sport
- GZS Widawa Kiełczów – klub piłkarski założony w roku 1980. Gra w rozgrywkach B-klasy w grupie Wrocław IX[18]. Mecze odbywały się na boisku przy ul. Szkolnej 1, obok budynku szkoły; a od sierpnia 2011 r. rozgrywane są na nowym boisku przy zbiegu ul. Północnej i Ogrodowej. Zawodnicy występują w strojach koloru zielono-żółtego.
- UKS Kiełczów Academy – uczniowski klub piłkarski założony w roku 2012. Uczniowski Klub Sportowy skupia młodzież ze szkoły podstawowej w Kiełczowie.